# Léon Werner Bovy
Pour les articles homonymes, voir Bovy.
Léon Bovy, né le 19 octobre 1863 à Genève, et mort dans cette même ville le 31 janvier 1950, est un architecte suisse, actif principalement à Genève, et un homme politique libéral, membre de l'Union de défense économique. 

## Biographie
Léon Bovy, né le 19 octobre 1863 à Genève, est issu d'une famille d'origine vaudoise, mais établie à Genève au XVIIIe siècle et qui a produit divers artistes (graveurs, sculpteurs, peintres et musiciens). Georges, père de Léon, était graveur et peintre sur émail. Le jeune Léon étudie à Genève à l'École des arts décoratifs et apprend le dessin avec Barthélemy Menn, puis, dès 1879, travaille dans le bureau d'architecture d'Émile Reverdin. Il est membre de nombreuses associations culturelles, notamment la « Société des Arts » et la « Société pour l'amélioration du logement », et, de 1897 à 1928, de la section genevoise de la Société suisse des ingénieurs et des architectes (SIA). Particulièrement intéressé à la conservation du patrimoine, il crée la revue Nos anciens et leurs œuvres (1901-1920).
Sa carrière d'architecte se limite, pour l'essentiel, aux années 1895-1914. Par la suite, hormis quelques rares constructions, il se consacre à la politique. En 1915, il devient conseiller communal de Plainpalais, puis entre en 1918 à l'Exécutif de cette même commune. Entre 1923 et 1927, il est député de l'Union de défense économique au Grand Conseil genevois. Libéral engagé, il est cofondateur de l'« Union genevoise des intérêts immobiliers », association qu'il préside de 1920 à 1938.
S'il bâtit quelques édifices publics, comme l'imposante mairie des Eaux-Vives, ou l'école de Montchoisy, l'essentiel de son œuvre comporte surtout maisons d'habitation de tous genres, de la maison ouvrière aux résidences de luxe. Entre 1902 et 1907, ses façades ont été primées à sept reprises. Souvent, ses interventions ne se limitent pas à un seul bâtiment, mais touchent toute une rangée (rue des Vollandes, ou le bloc Tranchées-Athénée). Bovy s'efforce d'intégrer au mieux ses nouvelles constructions dans leur contexte architectural, tout en les caractérisant pour leur conférer une certaine singularité et placer un accent urbanistique. Son langage formel correspond à l'esprit de l'époque. Ses premières réalisations s'inspirent du style de l'École des Beaux-Arts (rue du Général-Dufour 1). Son style devient plus éclectique après 1900, et tend à intégrer des motifs d'inspiration médiévale (rue de Grenade 9-11), pittoresque, ou encore Heimatstil. Vers 1910, on observe un retour vers un langage formel plus classique.

## Liste des oeuvres de Léon Bovy
- Rue Tronchin 17-23
- Rue de la Servette 23, 25, 31, 39, 43-49
- Rue de la Prairie 21-23
- Rue de la Poterie 20-32
- Rue du Jura 8-18, 28
- Rue Dassier 16
- Rue de Bern 40-42
- Boulevard James Fazy 40-42
- Avenue de la Gare des Eaux-Vives 4-12
- Rue de Savoir 4
- Rue de Frontenex 35-37
- Chemin de Roches 2
- Rue du XXXI Décembre 65
- Avenue des Vollandes 4-12, 3-11
- Avenue Pictet de Rochemont  1-3, 25-27, 24
- Avenue de la Grenade 9-11
- Rue de la Scie 5-7
- Rue Versonnex 19
- Rue des Eaux-Vives 63, 67, 69, 73
- Route de Malagnou 19
- Place Longemalle 13
- Rue des Allemands 24
- Boulevard Carl Vogt 3-5, 31-43, 83-85
- Rue Verte 5-9
- Rue de l'Arquebuse 20-22
- Rue des Savoises 6-8
- Route de Florissant 4-8,12
- Rue Adrien Lachenal 3
- Angle Athnée 15
- Tranchées 14-18
- Avenue Gaspard Valette 5,7,9
- Avenue Léon Gaud 5-7

## Chronologie des oeuvres à Genève
- 1896-1900, rue des Vollandes.
- 1898, rue du Général-Dufour 1.
- 1900-1901, avenue de la Grenade 9-11 (médaille de bronze 1902).
- 1901, immeubles place Claparède 3-7 (médaille de bronze 1903).
- 1901, immeubles à l'angle de la route de Chêne / avenue de la Gare des Eaux-Vives.
- 1902-1903, immeubles à l'angle de la rue Pictet-de-Rochemont 3 / rue des Eaux-Vives 2 (médaille de bronze 1903).
- 1902-1904, immeubles avenue de la Gare des Eaux-Vives 2-6.
- 1904-1905, immeubles Boulevard Carl-Vogt 83.
- 1905, hôtel Touring-Balance, place Longemalle (médaille de bronze 1905).
- 1905-1909, mairie des Eaux-Vives, place Jargonnant 3.
- 1907, immeubles Boulevard des Tranchées 14-16 et rue de l'Athénée 15 (médaille d'argent 1907).
- 1907, immeubles Boulevard des Tranchées 44-46 et rue de Beaumont 1-3.
- 1907, immeuble d'angle rue Versonnex 19 et rue des Eaux-Vives (médaille d'argent 1907).
- 1907, immeuble Boulevard de la Cluse 27 (médaille de bronze 1907).
- 1909-1910, villas à la route de Florissant 98-110.
- 1910, immeubles rue de l’École de Médecine 14-18 et Boulevard Carl-Vogt.
- 1910, immeuble avenue Pictet-de-Rochemont 24.
- 1912, immeubles route de Frontenex 35-37.
- 1912, immeubles route de Florissant 4-8.
- 1914, immeuble route de Florissant 12.
- 1930, immeubles rue des Pâquis 30-32[2].

## Publications
- « Émile Reverdin, architecte », dans Nos anciens et leurs œuvres 1901, p. 106-111.
- « Mairie des Eaux-Vives et Villa La Feuillée », dans Album de fête, 42e années de la SIA, Genève 1907, p. 57-59, 93 et suivantes.